# 安岡重義
安岡 重義（やすおか しげよし）は、戦国時代から安土桃山時代にかけての武将。土佐国吉良川城主。

## 略歴
永禄年間前期に長宗我部元親と安芸国虎が対立すると安芸氏側に付いたが、永禄12年(1569年)に元親により安芸氏が滅びると天正2年（1574年）元親に降った。

## 子孫
関ヶ原の戦いで長宗我部盛親が敗れ、慶長6年(1601年)に山内一豊が土佐藩主として入国した後、子・源兵衛が初代馬ノ上庄屋となり、代々吉良川町周辺の重役を務める。
子孫には、海援隊の安岡金馬、土佐勤王党の安岡正美(覚之助)や安岡正定(嘉助)、小説家の安岡章太郎がいる。